# O3b Networks
O3b Networks était un opérateur de satellites de télécommunications qui fournissait un service internet via satellite à haut débit à destination des régions tropicales. Contrairement aux opérateurs offrant un service similaire en ayant recours à des satellites en orbite géostationnaire, O3B utilise une constellation de 20 satellites placés sur une orbite moyenne ce qui permet de raccourcir le temps de latence. La société créée en 2007 par Greg Wyler fournit un service opérationnel depuis 2014. En 2016 O3b Networks est devenue une filiale détenue à 100% par la société SES. Celle-ci n'était jusque là qu'un des actionnaires à côté notamment de  Google. 

## Historique

### Création de la société
La société O3b Networks  est fondée en 2007 par Greg Wyler avec plusieurs partenaires financiers : Google, HSBC et John Malone, le magnat de la télévision câblée. Son siège social se situe à Jersey. Toutefois, les systèmes au sol et le développement technique étaient gérés par une filiale à 100 % située à Englewood, aux États-Unis.

### Objectifs
L'objectif de la société est de fournir des services de télécommunication à haut débit dans les régions tropicales qui ne disposent généralement pas de systèmes de télécommunication terrestres performants (fibre optique, ADSL). « O3b » est l'acronyme de « Other 3 Billion », par référence aux trois milliards de la population mondiale non encore couverte par Internet. En couplant des satellites de faible latence en orbite moyenne aux infrastructures terrestres, le réseau O3b mPOWER fournit une bande passante globale de plusieurs térabits pour des applications diverses, de la téléphonie mobile à l’accès en zones rurales isolées en passant par des boucles locales d’IP. Le recours à des satellites placés sur orbite moyenne permet un temps de latence nettement plus réduit que les services similaires reposant sur des satellites géostationnaires. Par contre, l'orbite moyenne impose de disposer d'une constellation pour assurer une couverture continue aux clients.
Greg Wyler poursuivra l'objectif d'une couverture globale en créant, avec quelques membres d'O3b Networks, une autre société, WorldVu, renommée ensuite OneWeb.

### Construction de la constellation de satellites initiale
La construction des 20 satellites est confiée en 2008 à Thales Alenia Space qui en assure la maîtrise d'œuvre dans l'établissement de Cannes. Le constructeur cannois, maître d’œuvre de la constellation O3b, est responsable de la conception et de la fabrication des satellites, de leur mise en orbite ainsi que de leur validation. En 2014, Google, copropriétaire d'O3b Networks envisage une constellation encore plus fournie.

### Déploiement de la première génération de satellites
Il est prévu que la constellation initiale comprennent 8 satellites, tous placés sur une même orbite survolant l'équateur. Ceux-ci doivent être déployés à partir de 2013, avec un projet d'extension à 16 satellites. En novembre 2011, le client commande quatre satellites complémentaires au titre de ses satellites de secours. Le lancement des quatre premiers satellites est réalisé le 25 juin 2013  par un lanceur Soyouz depuis le Centre spatial guyanais. Le 25 juillet, ces satellites sont officiellement acceptés en orbite, avec la signature des certificats d'acceptation par l’opérateur O3b Networks. Le contrôle des satellites est transféré par le centre de Thales Alenia Space, à Cannes, à celui d’O3b Networks à Betzdorf, au Luxembourg. 
Le 10 juillet 2014, la seconde grappe, composée également de 4 satellites, est lancée avec succès par Arianespace, depuis le centre spatial guyanais, à bord du lanceur Soyouz. Le 18 décembre 2014, quatre nouveaux satellites sont lancés avec succès par une fusée Soyouz depuis la Guyane.

### Rachat d'O3B Networks par SES (2016)
Le 29 avril 2016, SES S.A annonce son intention de prendre le contrôle de O3b Networks,. Le 1er juillet 2016, SES annonce avoir finalisé l'acquisition d'O3b Networks et possède désormais 100 % du capital de l'entreprise. L'opération s'est réalisée pour un montant de 730 millions de dollars (655 millions d'euros). 
Quatre ans plus tard en mars 2018, 4 satellites additionnels sont mis en orbite par le vol Soyouz VS18 opéré par Arianespace, puis 4 autres en 2019.

### Deuxième génération de satellites (2017)
La société O3b commande en 2017 11 nouveaux satellites O3b mPOWER plus performants auprès de la société Boeing Satellite Systems International. Ceux-ci doivent être lancés par SpaceX à partir de fin 2021. Les deux premiers satellites sont placés en orbite le 16 décembre 2022 par une fusée Falcon 9 décollant depuis la base de lancement de Cape Canaveral.

## Principes de fonctionnement

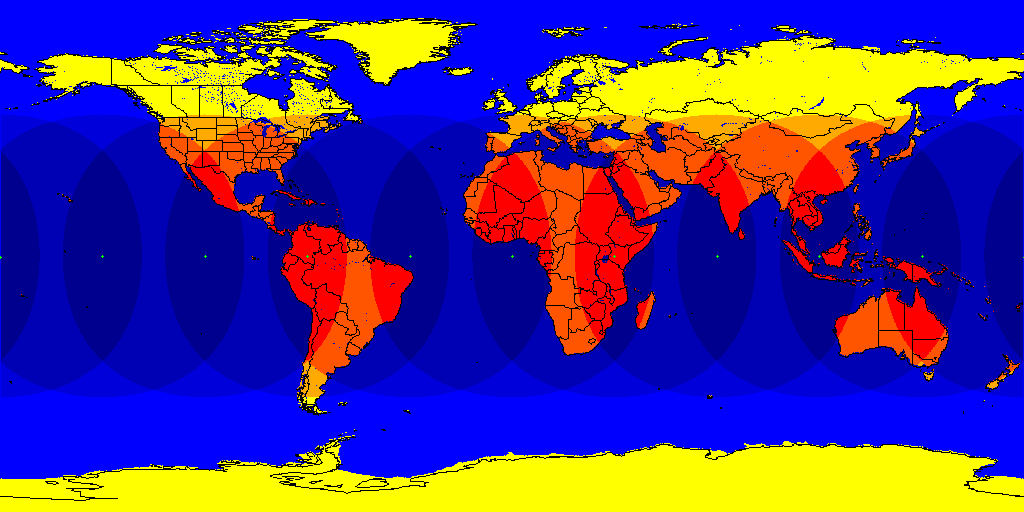
Constellation de satellites O3b, en orbite moyenne dans le plan de l'équateur : zones de visibilité, rendue par le [http://savi.sf.net/ logiciel de visualisation de constellations de satellites SaVi

Les services sont fournis par une constellation de satellites en orbite moyenne circulant dans le plan de l’équateur (inclinaison orbitale de 0 degrés), à une altitude de 8 063 km, la durée de visibilité des satellites étant de 45 minutes. Depuis cette altitude moyenne, le décalage du signal est réduit à moins d'un vingtième de seconde (50 ms), à la vitesse de la lumière, au lieu d'un quart de seconde depuis l'orbite géostationnaire. Cette orbite, avec une période de 288 minutes (5 révolutions par jour), permet un passage au-dessus du même point de l'équateur toutes les 6 heures, soit un déplacement d'un degré en longitude terrestre chaque minute. Par ailleurs, elle présente la caractéristique d'être extrêmement stable et de ne nécessiter que de très faibles corrections orbitales (moins d'une manœuvre par an, d'un delta-v inférieur à 15 mm/s).

## Segment spatial

### Première génération
La première génération de satellites utilisés par O3b est construite par Thales Alenia Space. Les opérations d'assemblage, intégration et tests (AIT) sont réalisés dans l'établissement de Rome.

#### Plate-forme
Le module de service du satellite est dérivé de celui des Globalstar seconde génération, la plateforme EliteBus, construit aussi par Thales Alenia Space.  Le satellite est stabilisé sur trois-axesgrâce à plusieurs roues de réaction, des magnéto-coupleurs et plusieurs moteurs vernier de fusées. La détermination d'attitude est fournie par des senseurs terrestre et solaire et une centrale à inertie. Un équipement de navigation GPS fournit la position orbitale. La puissance électrique est fournie par un générateur solaire avec des cellules photovoltaïques à l'arséniure de gallium et des batteries Lithium-Ion.

#### Charge utile
Chaque satellite est équipé de 2 fois 10 antennes (10 Aller et 10 Retour) en bande Ka. Le répéteur et les antennes mobiles, intégrés sur le site de Toulouse, permettent un débit de 1,25 Gbit/s. Ces antennes peuvent être pointées vers un point quelconque de la Terre en quelques minutes, en rayonnant sur une aire de 500 km de diamètre.

### Deuxième génération
La deuxième génération de satellites, baptisée O3b mPOWER, est beaucoup plus performante que celle qui le précède. Le satellite utilise une plateforme Boeing 702X d'une masse de 1900 kg. Il s'agit d'une version modifiée du modèle 702 à propulsion électrique  qui s'en différencie par des panneaux solaires durcis pour résister aux rayonnements ionisants caractérisant l'orbite moyenne. La charge utile comprend une antenne permettant de pointer 5000 faisceaux distincts fournissant chacun un débit de 50 mégabits par seconde. Le temps de latence (aller-retour) est inférieur à 150 millisecondes et un client peut disposer d'un débit de plusieurs gigabits par seconde,.

## Segment terrestre
Une station au sol nécessite deux grandes (3m) antennes (une pour la poursuite d'un satellite, une autre prête à pointer vers le prochain satellite quand il apparaît au-dessus de l'horizon) ainsi que tous les mécanismes pour cette poursuite. En cas de panne d'une antenne, un terminal ne peut plus donner un service ininterrompu. Comme le système d'orientation est utilisé pratiquement tout le temps, un terminal "haute disponibilité" nécessite 3 antennes pour permettre la maintenance et le relais en cas de panne. Ces stations furent spécialement développées par la société Viasat, Inc..

## Liste des satellites
| Génération | Nom          | NORAD ID | Int'l Code | Date de lancement               | Lanceur            | Statut       |
| ---------- | ------------ | -------- | ---------- | ------------------------------- | ------------------ | ------------ |
| 2          | O3b mPower 1 |          |            | 16 décembre 2022 Cape Canaveral | Falcon 9           | Opérationnel |
| 2          | O3b mPower 2 |          |            | 16 décembre 2022 Cape Canaveral | Falcon 9           | Opérationnel |
| 1          | O3B FM18     | 44115    | 2019-020D  | 4 avril 2019 Kourou ZLS         | VS22 (Soyouz ST-B) | Opérationnel |
| 1          | O3B FM17     | 44114    | 2019-020C  | 4 avril 2019 Kourou ZLS         | VS22 (Soyouz ST-B) | Opérationnel |
| 1          | O3B FM19     | 44113    | 2019-020B  | 4 avril 2019 Kourou ZLS         | VS22 (Soyouz ST-B) | Opérationnel |
| 1          | O3B FM20     | 44112    | 2019-020A  | 4 avril 2019 Kourou ZLS         | VS22 (Soyouz ST-B) | Opérationnel |
| 1          | O3B FM13     | 43234    | 2018-024D  | 9 mars 2018 Kourou ZLS          | VS18 (Soyouz ST-B) | Opérationnel |
| 1          | O3B FM14     | 43233    | 2018-024C  | 9 mars 2018 Kourou ZLS          | VS18 (Soyouz ST-B) | Opérationnel |
| 1          | O3B FM16     | 43232    | 2018-024B  | 9 mars 2018 Kourou ZLS          | VS18 (Soyouz ST-B) | Opérationnel |
| 1          | O3B FM15     | 43231    | 2018-024A  | 9 mars 2018 Kourou ZLS          | VS18 (Soyouz ST-B) | Opérationnel |
| 1          | O3B FM9      | 40351    | 2014-083D  | 18 décembre 2014 Kourou ZLS     | VS10 (Soyouz ST-B) | Opérationnel |
| 1          | O3B FM12     | 40350    | 2014-083C  | 18 décembre 2014 Kourou ZLS     | VS10 (Soyouz ST-B) | Opérationnel |
| 1          | O3B FM11     | 40349    | 2014-083B  | 18 décembre 2014 Kourou ZLS     | VS10 (Soyouz ST-B) | Opérationnel |
| 1          | O3B FM10     | 40348    | 2014-083A  | 18 décembre 2014 Kourou ZLS     | VS10 (Soyouz ST-B) | Opérationnel |
| 1          | O3B FM3      | 40082    | 2014-038D  | 10 juillet 2014 Kourou ZLS      | VS08 (Soyouz ST-B) | Opérationnel |
| 1          | O3B FM7      | 40081    | 2014-038C  | 10 juillet 2014 Kourou ZLS      | VS08 (Soyouz ST-B) | Opérationnel |
| 1          | O3B FM6      | 40080    | 2014-038B  | 10 juillet 2014 Kourou ZLS      | VS08 (Soyouz ST-B) | Opérationnel |
| 1          | O3B FM8      | 40079    | 2014-038A  | 10 juillet 2014 Kourou ZLS      | VS08 (Soyouz ST-B) | Opérationnel |
| 1          | O3B PFM      | 39191    | 2013-031D  | 25 juin 2013 Kourou ZLS         | VS05 (Soyouz ST-B) | Opérationnel |
| 1          | O3B FM2      | 39190    | 2013-031C  | 25 juin 2013 Kourou ZLS         | VS05 (Soyouz ST-B) | Opérationnel |
| 1          | O3B FM4      | 39189    | 2013-031B  | 25 juin 2013 Kourou ZLS         | VS05 (Soyouz ST-B) | Opérationnel |
| 1          | O3B FM5      | 39188    | 2013-031A  | 25 juin 2013 Kourou ZLS         | VS05 (Soyouz ST-B) | Opérationnel |

"O3B Networks satellites". www.n2yo.com. Retrieved 14 November 2019.